# Герман (Гоголашвили)
Епископ Герман (груз. ეპისკოპოსი გერმანე, в миру Дмитрий Гоголашвили, груз. დიმიტრი გოგოლაშვილი. Кутаисская губерния, село Курсеби — 11 (23) августа 1868, Хопский монастырь) — епископ Русской православной церкви, епископ Имеретинский.

## Биография
Родился в селе Курсеби,  Кутаисской губернии в семье церковных азнауров.
С 1810 по 1817 год он проживал и учился в Мингрельской Саирмской пустыни.
15 апреля 1819 года пострижен в монашество; 3 июня рукоположен во иеродиакона, а 13 декабря 1820 года — во иеромонаха.
2 мая 1823 года назначен учителем Рачинского приходского училища.
7 марта 1824 года определен к Кутаисскому собору.
10 октября 1827 года командирован в крепость Редут-Кале.
24 января 1829 года командирован в крепость Александрополь.
17 декабря 1831 года назначен инспектором Кутаисского духовного училища.
27 октября 1835 года возведён в сан игумена.
С 25 октября 1839 года — управляющий церковными имениями.
2 декабря 1845 года назначен миссионером в Абхазию.
1 сентября 1847 года возведён в сан архимандрита.
Герман заслужил «доверие и расположение» владетеля Абхазии князя Михаила Шервашидзе, который избрал его себе в духовники. Когда в 1849 году князь Шервашидзе возбудил ходатайство об учреждении в Абхазии архиерейской кафедры, он указал на Германа, как на желательного кандидата в Абхазские епископы. И экзарх Грузии архиепископ Исидор и наместник Кавказский кн. М. С. Воронцов одобрили кандидатуру Германа, как человека «благонамеренного и совершенно преданного как Российскому престолу, так и святой нашей вере».
15 апреля 1851 года Император Николай I утвердил журнал Кавказского Комитета о назначении Германа Абхазским епископом с оговоркою, чтобы «впредь в эту обязанность не назначать лицо, бывшее прежде духовником владетеля».
8 сентября 1851 года хиротонисан во епископа Абхазского. Местопребывание ему было назначено в Пицундской крепости при древнем Юстиниановском соборе; он был поставлен в зависимость от Экзарха Грузии и получал ежегодное пособие от казны в 6000 руб.
2 сентября 1856 года назначен епископом Имеретинским.
2 июля 1860 года уволен на покой в Гаэнатский монастырь.
23 февраля 1863 года назначен управляющим Хопским Успенско-Богородичным монастырем.
Скончался 11 августа 1868 года в Хопском монастыре.